# Liste der Kreisstraßen im Landkreis Greiz

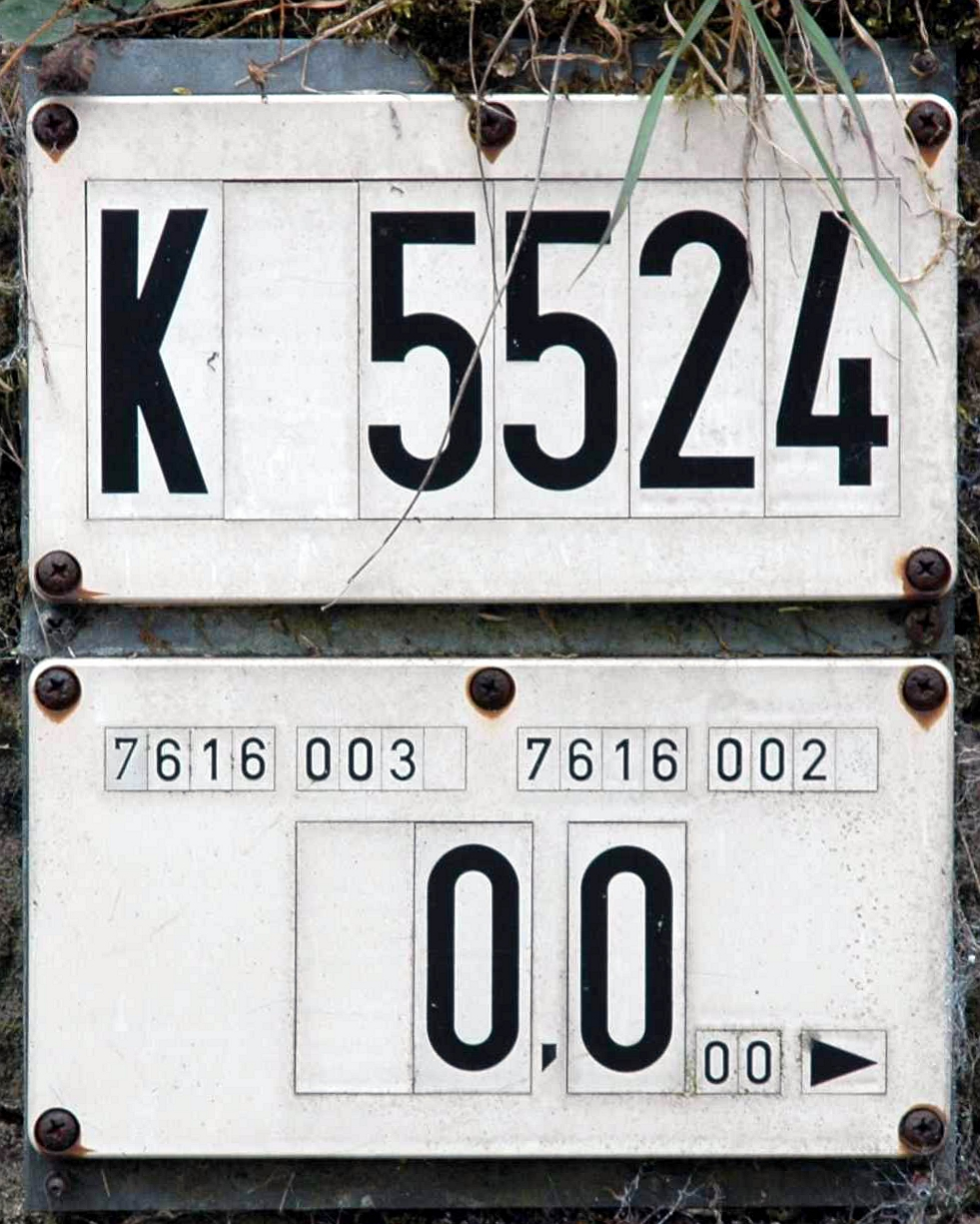
Stationszeichen

Die Liste der Kreisstraßen im Landkreis Greiz ist eine Liste der Kreisstraßen im thüringischen Landkreis Greiz.

## Abkürzungen
- K: Kreisstraße
- L: Landesstraße

## Liste
Straßen und Straßenabschnitte, die unabhängig vom Grund (Herabstufung zu einer Gemeindestraße oder Höherstufung) keine Kreisstraßen mehr sind, werden kursiv dargestellt. Der Straßenverlauf wird in der Regel von Nord nach Süd und von West nach Ost angegeben.
| Nr.   | Verlauf                                                                            |
| ----- | ---------------------------------------------------------------------------------- |
| K 105 | L 1081 in Pölzig – Hirschfeld – Kreisgrenze – (K 5 in Gera)                        |
| K 109 | Wüstenhain – L 1079                                                                |
| K 112 | L 1079/L 1081 – Frankenau – Reichstädt                                             |
| K 113 | / – Korbußen – L 1081 in Großenstein                                               |
| K 114 | L 1079 – Nauendorf                                                                 |
| K 115 | (Gera) – Kreisgrenze – K 116 – Kauern – Grobsdorf – L 1362 in Ronneburg            |
| K 116 | K 115 – Kauern – Lichtenberg – Loitzsch – Hilbersdorf – Rußdorf – L 1082 in Pohlen |
| K 117 | K 517 – K 521 – Endschütz                                                          |
| K 118 | L 2331 – Steinsdorf – Loitsch – L 1083 in Hohenölsen                               |
| K 120 | – Struth – K 122 – Niederpöllnitz – K 306 in Rohna – … – Schömberg – L 2331        |
| K 122 | K 120 in Niederpöllnitz – Neundorf – in Frießnitz                                  |
| K 123 | – Köfeln – K 124 in Köckritz                                                       |
| K 124 | K 123 in Köckritz – Crimla – in Zossen                                             |
| K 125 | Burkersdorf – Seifersdorf – Zedlitz – Sirbis – Wolfsgefärth –                      |
| K 126 | (K 26 in Gera) – Kreisgrenze –                                                     |
| K 127 | L 1078 in Münchenbernsdorf – Großbocka – L 3002                                    |
| K 128 | Hundhaupten – L 3002                                                               |
| K 129 | L 1076 – Waltersdorf – Lindenkreuz – L 1078 in Münchenbernsdorf                    |
| K 130 | K 526 in Niederndorf – Kaltenborn                                                  |
| K 131 | L 2323 – Hartmannsdorf – Grüna – Rüdersdorf – /L 1070                              |

| Nr.   | Verlauf |
| ----- | --- |
| K 201 | – Cossengrün – Landesgrenze – (Sachsen)                                                                      |
| K 202 | K 512 – Hohndorf – L 2342                                                                                    |
| K 203 | K 512 in Tremnitz – Krellenhäuser – K 204 – Obergrochlitz – in Greiz                                         |
| K 204 | Moschwitz – K 203                                                                                            |
| K 205 | – Kahmer |
| K 206 | in Naitschau – Stern – Erbengrün – Wellsdorf – K 504 – K 512 in Pansdorf                                     |
| K 207 | Waldhaus, Scheitallee und Waldhausstraße                                                                     |
| K 208 | in Wildetaube – Altgernsdorf – … – Lehnamühle – L 1085 in Neumühle/Elster                                    |
| K 209 | in Berga/Elster – K 502 – Untergeißendorf – Obergeißendorf – K 210 – Waltersdorf – L 1085 in Neumühle/Elster |
| K 210 | K 209 – Sorge                                                                                                |
| K 211 | Wernsdorf – K 530 – Albersdorf – L 2336                                                                      |

| Nr.   | Verlauf                                                                                |
| ----- | -------------------------------------------------------------------------------------- |
| K 303 | L 1087 in Wenigenauma – Muntscha – Zickra                                              |
| K 306 | K 120 in Rohna – Forstwolfersdorf – Pfersdorf – Wiebelsdorf – L 2331 in Wöhlsdorf      |
| K 308 | L 2331 in Wöhlsdorf – Piesigitz – Merkendorf – Silberfeld – L 1087                     |
| K 311 | L 1087 – Zadelsdorf – Stelzendorf – L 2349 in Pahren                                   |
| K 315 | Förthen – Läwitz –                                                                     |
| K 318 | L 1087 in Zeulenroda – Dr.-Wilhelm-Külz-Siedlung – Karl-Liebknecht-Siedlung – Leitlitz |
| K 320 | Niederböhmersdorf –                                                                    |
| K 322 | in Wildetaube – Lunzig – Hain – Roter Ochse – Hainsberg – L 1084 in Langenwetzendorf   |
| K 326 | K 513 – Büna                                                                           |
| K 329 | L 2342 in Bernsgrün – Frotschau                                                        |

| Nr.   | Verlauf                                                                                 |
| ----- | --------------------------------------------------------------------------------------- |
| K 501 | /L 2336 – Markersdorf                                                                   |
| K 502 | K 209 in Berga/Elster – Eula                                                            |
| K 504 | K 206 in Wellsdorf – K 513 in Dobia                                                     |
| K 505 | in Zwirtzschen – Friedmannsdorf                                                         |
| K 506 | – Neugernsdorf                                                                          |
| K 507 | Schwarzbach – Kreisgrenze – (K 507 im Saale-Holzland-Kreis) – Kreisgrenze – /           |
| K 509 | L 1086 in Reudnitz – Gottesgrün                                                         |
| K 510 | – Kühdorf                                                                               |
| K 511 | L 1086 – Landesgrenze – (K 7803 im Vogtlandkreis, Sachsen)                              |
| K 512 | K 206 in Pansdorf – K 202 – K 203 in Tremnitz                                           |
| K 513 | (K 7873 im Vogtlandkreis, Sachsen) – Landesgrenze – L 2346 – K 326 – K 504 in Dobia     |
| K 514 | Schönbach –                                                                             |
| K 515 | (K 2217 im Burgenlandkreis, Sachsen-Anhalt) – Landesgrenze – Wüstenroda – L 1081        |
| K 516 | L 1081 – Paitzdorf                                                                      |
| K 517 | L 2330 in Wünschendorf/Elster – K 117 – L 1082 in Pohlen                                |
| K 518 | Birkhausen –                                                                            |
| K 519 | (K 12 in Gera) – Kreisgrenze – Schwaara                                                 |
| K 520 | L 2330 in Meilitz – Untitz                                                              |
| K 521 | K 117 – Letzendorf                                                                      |
| K 522 | L 1078 in Münchenbernsdorf – Lederhose                                                  |
| K 523 | Zschorta –                                                                              |
| K 525 | – Großkundorf                                                                           |
| K 526 | L 1070 – Oberndorf – Kraftsdorf – Harpersdorf – Niederndorf – K 130 – L 2334 in Töppeln |
| K 527 | L 3007 – Gleina                                                                         |
| K 528 | Reichardtsdorf – L 1075 in Bad Köstritz                                                 |
| K 529 | – Dittersdorf                                                                           |
| K 530 | Großdraxdorf – Wernsdorf – Albersdorf – L 2336                                          |